# Agente aduanal
El agente aduanal es la persona física autorizada por el Servicio de Administración Tributaria (S.A.T.), mediante una patente, para promover por cuenta ajena el despacho de las mercancías, en los diferentes regímenes aduaneros previstos en la ley aduanera mexicana.
Un gran porcentaje de las operaciones de comercio exterior en México se llevan a cabo a través de los agentes aduanales. Algunos de ellos dirigen agencias aduanales con varias decenas de empleados, oficinas a lo largo del país y con la infraestructura para despachar a través de múltiples aduanas. También cuentan con respaldo jurídico propio o a través de abogados externos especialistas en la materia.
La patente de agente aduanal le da derecho para actuar ante la aduana a la que se ha adscrito, pero puede solicitar autorización para actuar tres aduanas adicionales. Para obtener la patente los interesados deben cumplir con los lineamientos indicados en la convocatoria que se publica en el Diario Oficial de la Federación, así como con los requisitos estipulados en la ley aduanera.

## Despacho aduanero
El despacho aduanero es un proceso integral en el comercio internacional que gestiona la entrada y salida de mercancías de un territorio nacional. Este proceso es esencial para asegurar que todas las importaciones y exportaciones cumplan con las normativas aduaneras locales e internacionales, facilitando así un comercio eficiente y regulado.
Según el artículo 35 de la Ley Aduanera de México, el despacho aduanero "comprende el conjunto de actos y formalidades relacionados con la entrada de mercancías al territorio nacional y a su salida del mismo, realizados de acuerdo con los diferentes tráficos y regímenes aduaneros establecidos, los cuales deben ser llevados a cabo ante la aduana por las autoridades aduaneras y los sujetos que introducen o extraen mercancías del país".

## Tipos de despacho aduanero
Existen varias tipos de despacho aduanero de acuerdo a las necesidades de tiempo y circunstancias del comercio internacional:
- Despacho anticipado: Permite la declaración de mercancías antes de su arribo al territorio nacional, optimizando los tiempos de procesamiento aduanero, reduciendo costos y acelerando la entrega de los productos.
- Despacho urgente: Especialmente útil para los envíos que requieren una rápida liberación, como los envíos de socorro en situaciones de emergencia. Esta modalidad prioriza el procesamiento de dichas mercancías para asegurar una distribución rápida.
- Despacho excepcional: Permite postergar la definición del destino aduanero de las mercancías hasta un máximo de 30 días tras su descarga. Esta flexibilidad es beneficiosa en casos donde se requiere tiempo adicional para resolver asuntos logísticos o legales antes de determinar el régimen aduanero definitivo.

Estas modalidades están diseñadas para ofrecer flexibilidad y eficiencia en las operaciones aduaneras, contribuyendo significativamente al flujo ordenado y legal del comercio internacional.

## Funciones del agente aduanal
El agente aduanal actúa como representante legal de importadores y exportadores ante las aduanas para gestionar el despacho aduanero de las mercancías. Esta figura profesional es esencial para asegurar que las operaciones de importación y exportación cumplan con todas las normativas aplicables.

### Origen y desarrollo
En México, la figura del agente aduanal surgió alrededor de 1885 y fue formalmente reconocida como coadyuvante del Estado en las funciones aduaneras en 1918 por el presidente Venustiano Carranza. Desde entonces, el agente aduanal ha sido una pieza clave para garantizar la seguridad jurídica tanto para las autoridades aduaneras como de los actores del comercio exterior, facilitando así una operación aduanera transparente y eficiente.

### Responsabilidades principales
Una de las principales responsabilidades del agente aduanal es determinar la clasificación arancelaria correcta de las mercancías. Esta clasificación es crucial ya que influye directamente en el cálculo de los impuestos y contribuciones al comercio exterior que deben pagarse. El arancel, que es la tarifa oficial dictada por las autoridades, se basa en la fracción arancelaria asignada a cada mercancía. 
Una clasificación precisa no solo asegura el pago adecuado de los tributos, sino que también garantiza el cumplimiento de las regulaciones y restricciones no arancelarias, asegurando que todas las mercancías cumplan con las disposiciones legales tanto nacionales como extranjeras. Este control ayuda a prevenir la introducción de mercancías ilícitas en el país, minimizando así el riesgo de multas y procedimientos administrativos contra los comerciantes.

#### Gestión
Una de las primeras actividades que lleva a cabo un agente aduanal consiste en asesorar a las empresas sobre el procedimiento y requisitos que deben cumplir para importar o exportar. Periódicamente los informa y actualiza acerca de los cambios, tendencias y estadísticas del comercio exterior.
Como parte de sus labores de gestión, los agentes aduanales deben interactuar con transportistas, agentes navieros, almacenes, autoridades reguladoras, aduanas, bancos, importadores, exportadores, aseguradoras, compañías maniobristas, entre otros. Algunos de ellos manejan todo tipo de mercancía, mientras que otros se especializan en rubros definidos. Con frecuencia los agentes aduanales ofrecen servicios de logística, transporte o almacenaje como complemento al despacho aduanero.

#### Trámites ante organismos gubernamentales
El agente aduanal sirve como enlace entre el sector público y los importadores y exportadores, Asesora a los contribuyentes para que cumplan con la normatividad que regula el comercio exterior. Funge como responsable solidario y por consiguiente, sus servicios deben cumplir con todo lo que estipula la ley para minimizar los riesgos y garantizar la seguridad jurídica de los importadores y exportadores.
El Agente Aduanal brinda la información y la asesoría necesarias para que los empresarios se inscriban en el padrón de importadores y en algunos casos también en el padrón sectorial correspondiente.
Una vez que determina la fracción arancelaria de la mercancía, también debe establecer a qué permisos o autorizaciones está sujeta, es decir, cuáles son las regulaciones y restricciones no arancelarias. Con cada pedimento existe la posibilidad de aplicar un tratado de libre comercio o acuerdo internacional. El objetivo es obtener beneficios de disminución de aranceles –por lo regular– a través de un certificado de origen. El agente aduanal brinda toda la asesoría necesaria para cumplir con cada una de las disposiciones legales y también para la expedición de certificados de origen.

#### Certificados de origen
El certificado de origen (C.O.) es un formato o formulario específico sobre una mercancía que ha cumplido con las reglas de origen del tratado comercial respectivo. Lo expide el exportador, productor o la autoridad correspondiente a petición del exportador, importador o de cualquier persona. Es un documento impreso o electrónico que puede acompañar a la declaración aduanera (pedimento) o estar en poder del importador al momento de la importación.
Las reglas o normas de origen son los grados de elaboración o transformación que deben sufrir los materiales que se integran en la fabricación de un bien, producto o mercancía, para que éste pueda considerarse como originario de un país o de una región. Las reglas de origen (R.O.) garantizan que el producto reciba el trato preferencial correspondiente y evitan que terceros países –ajenos a un tratado o acuerdo comercial– se beneficien con descuentos en aranceles o preferencias arancelarias.

#### Logística
En su papel de asesor logístico un agente aduanal se encarga de contratar –a nombre de sus clientes– los servicios de carga y descarga, maniobras, peajes, transporte, seguros, fianzas y demás requerimientos que deben cubrirse en una operación.
Analizar la logística de importación o exportación permite determinar en qué aduanas es posible realizar las operaciones y definir cuáles serán los mejores medios de transporte (aéreo, terrestre, marítimo o ferroviario), almacén y cuidados especiales que requiere la mercancía.
Se deben cumplir los requisitos de empaque o embalaje de la mercancía y verificar que se aplique el tratamiento a los pallets para evitar la diseminación de plagas de madera. Existe un “marcado” que comprueba que dicho tratamiento ha sido aplicado.
La documentación emitida por el proveedor debe ser revisada con la supervisión del agente aduanal para asegurar que cumpla con todos los requisitos. Las agencias aduanales también coordinan las inspecciones requeridas por las autoridades que regulan la entrada de la mercancía y verificar el cumplimiento de requisitos adicionales en operaciones como la introducción de productos con marca registrada, bienes sujetos a la ley contra lavado de dinero o mercancías de uso dual.

#### Garante de la salud pública de los mexicanos
El agente aduanal funge como facilitador de las operaciones de comercio exterior, pero al mismo tiempo, controla la entrada de mercancía riesgosa y verifica el cumplimiento de la información comercial de los productos destinados al consumo final. En otras palabras, el agente aduanal es garante de la seguridad nacional, la protección de la flora y la fauna, el medio ambiente y la salud pública de los mexicanos. También colabora con las autoridades e instituciones fiscalizadoras en el combate al contrabando, fraude fiscal y lavado de dinero. 

## Comercio exterior
El comercio exterior, comercio internacional o mundial, se define como el intercambio de bienes, productos y servicios entre dos o más países o regiones económicas.
En los países con economías abiertas existen empresas que requieren insumos para elaborar sus productos y están en busca de proveedores con ofertas competitivas, dentro y fuera de sus fronteras. Algunos empresarios se dedican a identificar productos extranjeros que resulten atractivos en otros países y que eventualmente formen parte del gusto de los consumidores.
Una empresa que diversifica su mercado a nivel internacional fortalece su negocio y consolida su productividad, ya que la demanda de sus productos se mantiene más estable a través del tiempo, gracias a que no depende del comportamiento de la economía de un solo país.
El comercio exterior no es privativo de las empresas de gran tamaño o de renombre mundial, y tampoco requiere de enormes volúmenes de mercancía. Las condiciones del mercado y los avances en el ámbito de la logística internacional han hecho posible la incorporación de importadores y exportadores de diversos tamaños, a través de servicios integrales a precios accesibles.
Existen diferentes teorías que explican el funcionamiento del comercio internacional, incluyendo sus causas principales y sus efectos sobre la producción y el consumo.

## Intercambio comercial
Un agente aduanal está preparado para facilitar el intercambio comercial. Tiene los conocimientos y la experiencia necesarios para contribuir en las políticas comerciales, fiscales y aduaneras del país. Lleva a cabo la implementación de los tratados comerciales y desarrolla estrategias en conjunto con la planta productiva para elevar la competitividad a nivel internacional. Su trabajo contribuye a acrecentar el acceso a los mercados internacionales a favor los productores mexicanos, tanto para la importación de insumos, como para la venta de sus productos fuera de las fronteras. Lleva a cabo las acciones requeridas para a reducir los costos asociados a la logística internacional de importación y exportación, elevando así la competitividad y productividad. Mejora la eficiencia del entorno inmediato de las empresas, a través de un esquema de infraestructura y servicios complementarios como el transporte, la asesoría legal y los seguros para el comercio exterior y aduanas.

## Ley aduanera
Las más recientes reformas a la Ley Aduanera (9 de diciembre de 2013) permiten que las personas morales promuevan el despacho de sus mercancías sin la intervención de un agente aduanal, a través de su representante legal previamente acreditado ante el Servicio de Administración Tributaria. Como consecuencia de este despacho directo, se deroga la Sección de la Ley Aduanera que regula la figura del apoderado aduanal, no obstante que las autorizaciones activas continuarán vigentes con carácter transitorio, hasta que se cancelen, extingan o revoquen. En materia de prevalidación y sistema electrónico de datos, se abre la posibilidad para que cualquier persona pueda prestar dichos servicios.
Estas modificaciones a la ley buscan impulsar la competitividad nacional y es responsabilidad de los agentes aduanales –como expertos en comercio exterior y coadyuvantes del Gobierno– vigilar su implementación y señalar las posibles ramificaciones, especialmente en materia de seguridad nacional y captación de impuestos. Esto permite también refrendar la competitividad de los agentes aduanales a través de su experiencia, responsabilidad y eficiencia.

## CAAAREM
La Confederación de Asociaciones de Agentes Aduanales de la República Mexicana (CAAAREM) es un organismo que representa y defiende los intereses gremiales de los especialistas en comercio exterior: los agentes aduanales.
CAAAREM cuenta con 38 asociaciones de agentes aduanales en los principales puntos fronterizos, marítimos o interiores del país donde se localizan las aduanas.
Para 2015 el 99% de los agentes aduanales en México formaban parte de CAAAREM, por lo que constituye una fuente de información confiable sobre las aduanas y las asociaciones locales que las representan.
Cada asociación local puede proporcionar –a quien la solicite– una lista de los agentes aduanales afiliados. Dicha información también está disponible en el Directorio de Agentes Aduanales publicado por CAAAREM.